# Ласиці
Ласиці (пол. Łasice) — село в Польщі, у гміні Брохув Сохачевського повіту Мазовецького воєводства.
Населення — 78 осіб (2011).
У 1975-1998 роках село належало до Варшавського воєводства.

## Демографія
Демографічна структура станом на 31 березня 2011 року:
|          | Загалом | Допрацездатний вік | Працездатний вік | Постпрацездатний вік |
| -------- | ------- | ------------------ | ---------------- | -------------------- |
| Чоловіки | 39      | 8                  | 27               | 4                    |
| Жінки    | 39      | 11                 | 17               | 11                   |
| Разом    | 78      | 19                 | 44               | 15                   |